# Кольонія-Домашевська
Кольонія-Домашевська (пол. Kolonia Domaszewska) — село в Польщі, у гміні Улян-Майорат Радинського повіту Люблінського воєводства.
Населення — 219 осіб (2011).
У 1975-1998 роках село належало до Білопідляського воєводства.

## Демографія
Демографічна структура станом на 31 березня 2011 року:
|          | Загалом | Допрацездатний вік | Працездатний вік | Постпрацездатний вік |
| -------- | ------- | ------------------ | ---------------- | -------------------- |
| Чоловіки | 118     | 34                 | 70               | 14                   |
| Жінки    | 101     | 25                 | 54               | 22                   |
| Разом    | 219     | 59                 | 124              | 36                   |